# Ancyloscelis hertigi
Ancyloscelis hertigi är en biart som beskrevs av Michener 1954. Ancyloscelis hertigi ingår i släktet Ancyloscelis och familjen långtungebin. Inga underarter finns listade i Catalogue of Life.